# William Hobbs (coreógrafo)
William Hobbs (29 de enero de 1939 - 10 de julio de 2018) fue coreógrafo de combate escénico.
Nacido en Hampstead, Londres, arregló algunas de las escenas más notables de la esgrima cinematográfica de los años sesenta a los años 2000, además de trabajar en producciones teatrales.

## Primeros años y educación
Hobbs nació en 1939 en Hampstead, Londres, hijo de Kenneth y Joan (nee Kerlindsay). Su padre era piloto de bombarderos de Lancaster de la RAF, y fue asesinado en 1942 durante un ataque a Alemania. Seis años después, Hobbs se mudó a Australia con su madre y su tía Lesley. Mientras estudiaba en Australia, Hobbs se interesó por la esgrima y el teatro. Más tarde regresó al Reino Unido y estudió durante tres años en la Royal Central School of Speech and Drama.

## Filmografía
- H.M.S. Defiant (1962)
- Othello (1965)
- The Tragedy of Macbeth (1971)
- The Three Musketeers (1973)
- Captain Kronos – Vampire Hunter (1974)
- The Four Musketeers (1974)
- Royal Flash (1975)
- The Adventure of Sherlock Holmes' Smarter Brother (1975)
- The Legend of Robin Hood (1975)
- Robin and Marian (1976)
- Joseph Andrews (1977)
- The Duellists (1977)
- Treasure Island (1977)
- Flash Gordon (1980)
- Excalibur (1981)
- King Lear (1983)
- Brazil (1985)
- Ladyhawke (1985)
- Pirates (1986)
- Dangerous Liaisons (1988)
- Willow (1988)
- The Return of the Musketeers (1989)
- Cyrano de Bergerac (1990)
- Hamlet (1990)
- Clarissa (1991)
- Robin Hood (1991)
- Rob Roy (1995)
- Dangerous Beauty (1998)
- Shakespeare in Love (1998)
- The Avengers (1998)
- The Man in the Iron Mask (1998)
- Don Quixote (2000)
- The Count of Monte Cristo (2002)
- George and the Dragon (2004)
- Casanova (2005)
- Game of Thrones (2011)

## Publicaciones
- 1967, Techniques of the Stage Fight, Studio Vista, ISBN 978-0-289-36985-2.
- 1980, Stage Combat: "The Action to the Word", Barrie & Jenkins, ISBN 978-0-214-20574-3.
- 1995, Fight Direction for Stage and Screen, Heinemann, ISBN 978-0-435-08680-0.